# Де Веер, Геррит
Геррит де Веер или Геррит де-Фер (нидерл. Gerrit de Veer, около 1570 — после 1598) — голландский мореплаватель, участвовавший в третьем путешествии Виллема Баренца (1596 год), имевшем целью поиск Северного морского пути.
Де Веер вёл дневник экспедиции и в 1597 году стал первым человеком, наблюдавшим и описавшим эффект Новой Земли, а также первым западноевропейцем, наблюдавшим гипервитаминоз А, вызванный употреблением в пищу печени белого медведя.
Рисунок в книге де Веера является самым старым сохранившимся изображением Кольского острога.

## В культуре и искусстве
- Художественный фильм «Новая земля» (Нидерланды, 2011)
- Книга The Golden Keys (Doubleday 1956, 1970), автор Ганс Кёнинг, представляющая собой беллетризированное описание полярных экспедиций.